# Mecheleni nagy beginaudvar
A Mecheleni Nagy Beginaudvart a 13. században alapították a begina közösség tagjai. A beginaudvar a 16. sz.-tól a város falain belül helyezkedett el, és a beginák szállásai, közös épületei, műhelyei, sörfőzdéje, valamint temploma volt itt. 1998-tól az épületegyüttes az UNESCO világörökség része.

## Történelmi háttér

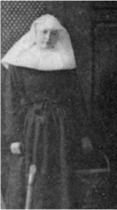
Begina-portré a 19. századból

A beginák (begijntjes vagy beguines) elnevezés a katolikus egyházhoz tartozó világi szerzetesrendre, illetve a rend tagjaira vonatkozik. A begina rend a németalföldi tartományokban, azaz a mai Belgium és Hollandia területén jelent meg a 12. század során és virágkorát a 13. század második felében élte.
A beginák és a begina rend jellegzetességei, hogy az egyházi szerzetesektől eltérően nem tettek szegénységi vagy engedelmességi fogadalmat, nem vonultak vissza a világtól, nem mondtak le a házasság lehetőségéről vagy vagyonukról és közvetlenül nem voltak a pápának vagy a helyi egyházi hierarchiának alárendelve. Miszticizmusba hajló nézeteik az eukarisztia ünneplésére és Jézus emberi természetére épültek.
A 14. század során a beginákat több más mozgalommal együtt eretnekké nyilvánították és ennek megfelelően üldözték, többet közülük megégettek. Az üldözések következtében a rend szinte teljesen visszaszorult Németalföld területére, majd hosszas hanyatlás során a 20. század első felére teljesen megszűnt.

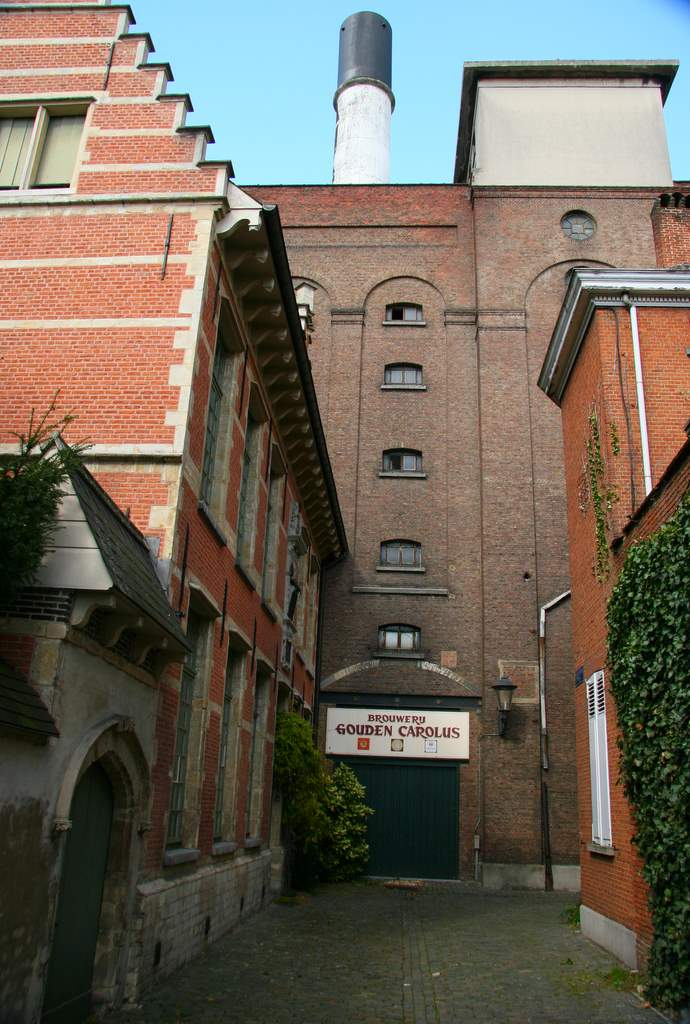
A beginaudvar házai és a Het Anker sörfőzde hátsó bejárata
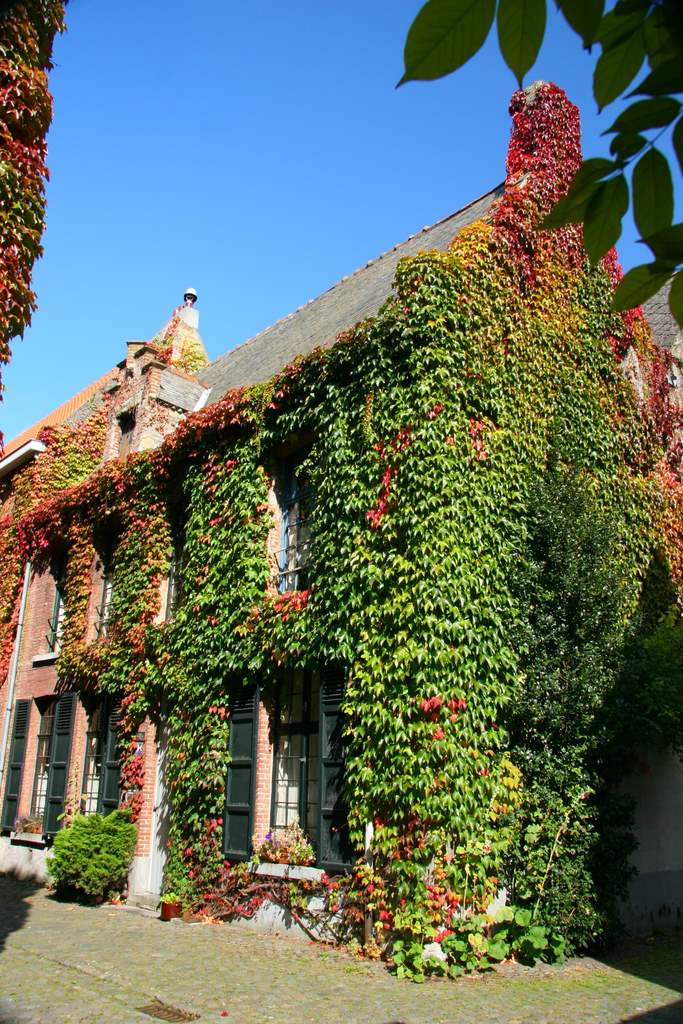
Jellegzetes utcakép
A barokk stílusú Szent Alexiusz- és Szent Katalin-templom

## Beginák Mechelenben
A 12. sz. során vált elterjedtté, hogy a begina rendhez tartozó nők nem szüleik, rokonaik házában laktak, hanem lakhelyeiket egymás közelében alakították ki. Ezek a közös lakhelyek voltak a mai beginázsok elődei. Az első alkalommal a “Chronyke van Mechelen 355–1680” (Remmerus Valerius műve) krónika említi meg ezeket a nőket Mechelenben, akik a mai Beginjstraattól nem messze éltek. A krónika az 1207-es dátummal jegyezte fel ezt az eseményt, de más korabeli források ezt nem erősítik meg. Mindenesetre 1245-re már akkora volt a közösség, hogy egy bizonyos Hendrik Surs nevű papot bíztak meg a közösség felügyeletével.
A közösség a ma Klein Beginjhof néven ismert városrészben telepedett le, a Sint Katelijnekerk mögött. 1259-ben kértek engedélyt a helyi püspöktől, hogy a város falain kívül felépíthessék fallal elzárt lakhelyüket, a későbbi Grote Begijnhof-ot. Az engedélyt feltehetően megadta a püspök, mivel az antwerpeni kapu (Antwerpse poort) és a Dijle-folyó közötti, mintegy 20 hektáros területen felépültek a beginák házai és temploma. 1276-ban készült el végleg a templom, amelynek befejezését Mechelen hűbérurának, VI. Wouter Berthoutnak és lányának adományai tettek lehetővé. 1286-ban a beginákat önálló egyházmegyeként ismerték el.
A begina közösség fejlődését és önállóságát nagymértékben segítette Sophie Berthout, aki 1295-ben alapító oklevelet adományozott a közösségnek.